# Маневицька виправна колонія № 42
Мане́вицька випра́вна коло́нія № 42 — виправна колонія управління Державного департаменту України з питань виконання покарань

## Історія колонії
Планове наповнення установи — 1065 осіб (чоловічої статі). Галузь виробництва — деревообробна.
Організовано колонію у березні 1958 р., у цей період велося будівництво житлових споруд, промислових об'єктів; провадилися роботи по будівництву бані, групової котельні, а також лозомебельного цеху.
У 1958 р. розпочала роботу середня школа, розташована на території установи, першим директором якої був І. П. Тимошенко.
У травні 1959 р. розпочалося виготовлення меблів з лози у цеху, який ще був у стадії розбудови. З 1960 р. розпочався також випуск шкільних меблів (парт, шкільних дощок), віконних переплетів. У березні 1962 р. почався випуск бочкотари, диванів, обозних виробів. З березня 1963 р. виготовляються дивани, дивани-ліжка, кухонні набори. Крім цього, налагоджено випуск понад 90 видів продукції: паркет, шлакоблоки, швейні вироби, двері та віконні блоки.
Починають діяти гуртки художньої самодіяльності.

## Сучасний стан
Колектив установи нараховує загалом 300 працівників.
У різні роки установу очолювали:
О. Я. Водоп'ян, М. О. Ліпатов, М. П. Мазурик, В. Д. Олександров, І. М. Барчук, С. П. Карпов, А. І. Стефановський, В. О. Косянчук, О. В. Воробей, С. Г. Літовець, О. В. Макарчук, Рибак О.Є, Сачевчич В.Ф., Догойда Р.П.
На даний час[коли?] її очолює Сергій Олександрович Ховайло.

## Адреса
44602 смт Маневичі Волинської області, вул. Андрія Снітка, 25